# Saison 10 de The Big Bang Theory
Chronologie
Saison 9 Saison 11
La dixième saison de The Big Bang Theory, série télévisée américaine, est constituée de vingt-quatre épisodes diffusés entre le 19 septembre 2016 et le 11 mai 2017 sur CBS, aux États-Unis.

## Résumé des saisons précédentes
Leonard Hofstadter et Sheldon Cooper vivent en colocation près de Los Angeles, dans la ville de Pasadena, à proximité du CalTech, le prestigieux Institut de Technologie de Californie, où ils enseignent la physique. Ce sont des surdoués d’une vingtaine d’années et des geeks patentés, de même que leurs deux amis, Howard Wolowitz et Rajesh Koothrappali. 
La série s’attache à décrire les geeks avec un brin d'ironie, leurs rapports quasi fétichistes à la « culture geek » (Star Treck, super-héros en BD et au cinéma, jeux vidéo, etc) et leurs interactions avec le monde extérieur, notamment la gent féminine. 
C'est ainsi que le quotidien bien réglé des quatre amis est perturbé par l’arrivée d’une nouvelle voisine sur le palier de Leonard et Sheldon, Penny, venue en Californie dans l’espoir de faire carrière dans le cinéma. Leonard en tombe immédiatement amoureux.
À ce quintet vient, au fil du temps, se joindre Bernadette, chercheuse dans un laboratoire pharmaceutique, qui ne tarde pas à se marier à Howard puis à en tomber enceinte. Ensuite apparait Amy Farrah Fowler, chercheuse en biologie et platonique fiancée de Sheldon. Ils sympathisent également avec Stuart, le marchand de BD.  
Howard et Rajesh mettent au point un prototype de « GPS quantique » susceptible d’intéresser l’armée.

## Distribution

### Acteurs principaux
- Johnny Galecki (VF : Fabrice Josso) : Leonard Hofstadter
- Jim Parsons (VF : Fabrice Fara) : Sheldon Cooper
- Kaley Cuoco (VF : Laura Préjean) : Penny
- Simon Helberg (VF : Yoann Sover) : Howard Wolowitz
- Kunal Nayyar (VF : Jérôme Berthoud) : Rajesh « Raj » Koothrappali
- Mayim Bialik (VF : Vanina Pradier) : Amy Farrah Fowler
- Melissa Rauch (VF : Sophie Froissard) : Bernadette Maryann Rostenkowski
- Kevin Sussman (VF : Gérard Malabat) : Stuart Bloom

### Acteurs récurrents
- Laurie Metcalf (VF : Véronique Augereau) : Mary Cooper (épisodes 1 et 12 - récurrente depuis la saison 2)
- Christine Baranski (VF : Josiane Pinson) : Beverly Hofstadter, la mère de Leonard (épisodes 1 et 18 - récurrente depuis la saison 2)
- Dean Norris (VF : Jean-François Aupied) : le colonel Williams (épisodes 1 à 3, 15 et 23)
- John Ross Bowie (VF : Christophe Lemoine) : Barry Kripke (épisode 9 - récurrent depuis la saison 2)
- Brian Posehn (VF : Jean-Jacques Nervest) : Dr Bertram « Bert » Kibbler, géologue à l'université

### Invités
- Katey Sagal (VF : Danièle Douet) : Susan, la mère de Penny (épisode 1)
- Jack McBrayer (VF : Denis Laustriat) : Randall, le frère de Penny (épisode 1)
- Keith Carradine (VF : Pierre Dourlens) : Wyatt, le père de Penny (épisode 1)
- Judd Hirsch (VF : Jean-Pierre Moulin) : Dr Alfred Hofstader (épisode 1)
- Brandon W. Jones (en) (VF : Ludovic Baugin) : le super héros Flash (épisode 3)
- Stephen Hawking (physicien) : lui-même (épisode 9)
- Ellen DeGeneres (animatrice télé) (VF : Laura Zichy) : elle-même (épisode 9)
- Christopher Lloyd (VF : Michel Ruhl) : Theodore[2] (épisode 10)
- Laura Spencer (VF : Delphine Braillon) : Dr Emily Sweeney (épisode 14)
- Riki Lindhome : Dr Ramona Nowitzki (épisode 24)

## Production

### Développement
Le 12 mars 2014, la série a été renouvelée pour une huitième, neuvième et dixième saison.

### Attribution des rôles
En juillet 2016, lors du Comic-Con, Katey Sagal et Jack McBrayer sont annoncés dans des rôles d'invités lors de cette saison,. En août 2016, le rôle récurrent du colonel Williams est attribué à Dean Norris.

### Diffusions
Aux États-Unis, la série a été diffusée à partir du lundi 19 septembre 2016 sur CBS, puis retournera dans sa case horaire habituelle du jeudi soir à partir du 27 octobre 2016.
Au Canada, de septembre à octobre dans sa case du lundi, les épisodes sont diffusés « 30 minutes en avance » afin de prioriser une diffusion en simultané avec la série Gotham sur le réseau CTV. Lors de son retour dans la case habituelle du jeudi à la fin octobre 2016, elle est diffusée en simultané.
En France, la saison est diffusée chaque lundi soir, sur Canal + Séries, à raison de 4 épisodes par soirée, à partir du 14 août 2017 jusqu'au 18 septembre 2017 en VF complète

## Liste des épisodes

### Épisode 1:Probabilités matrimoniales
- États-Unis /  Canada : 19 septembre 2016 sur CBS[9] / CTV
- France : 
  - 26 septembre 2016 sur Canal+ Séries[réf. souhaitée] (en VOSTFr)
  - 14 août 2017 sur Canal+ Séries[10] (en VF)
  - 17 aout 2017 sur Canal+[11] (en VF)

Steven Molaro, Eric Kaplan et Jim Reynolds
- États-Unis : 15,82 millions de téléspectateurs[12] (première diffusion)
- Canada : 2,36 millions de téléspectateurs[13] (première diffusion + différé 7 jours)

- Judd Hirsch (Dr Alfred Hofstader)
- Keith Carradine (Wyatt)
- Katey Sagal (Susan)
- Jack McBrayer (Randall)
- Dean Norris (Colonel Williams)

C'est le jour du « remariage » de Leonard et Penny. La situation entre les familles est très gênante, avec la mère de Sheldon et le père de Leonard qui semblent s'être rapprochés et la famille de Penny qui craint de ne pas être à la hauteur face aux parents de Leonard, prestigieux scientifiques. 
Les actrices Katey Sagal (Susan) et Kaley Cuoco (Penny) ont déjà joué ensemble des rôles mère-fille dans la série Touche pas à mes filles. C'est la première fois qu'apparaissent la mère et le frère de Penny dans la Série. 

### Épisode 2:La Miniaturisation militaire
- États-Unis /  Canada : 26 septembre 2016 sur CBS / CTV
- France : 
  - 3 octobre 2016 sur Canal+ Séries (en VOSTFr)
  - 14 août 2017 sur Canal+ Séries (en VF)
  - 17 aout 2017 sur Canal+ (en VF)

Steven Molaro, Steve Holland et Maria Ferrari

- États-Unis : 14,24 millions de téléspectateurs[14] (première diffusion)
- Canada : 2,46 millions de téléspectateurs[15] (première diffusion + différé 7 jours)

### Épisode 3:Une dépendance irrépressible
- États-Unis /  Canada : 3 octobre 2016 sur CBS / CTV
- France :
  - 10 octobre 2016 sur Canal+ Séries (en VOSTFr)
  - 14 août 2017 sur Canal+ Séries (en VF)

- États-Unis : 14,32 millions de téléspectateurs[16] (première diffusion)
- Canada : 2,63 millions de téléspectateurs[17] (première diffusion + différé 7 jours)

- Brandon W. Jones (Flash)

- Bert, le géologue chez qui vont Amy et Penny, pratique les jeux de rôle. Il est possible d'apercevoir la couverture d'un livre de Donjons et Dragons dans sa bibliothèque[18].
- Apparition du super héros Flash dans la série.

### Épisode 4:Première Cohabitation
- États-Unis /  Canada : 10 octobre 2016 sur CBS / CTV
- France : 17 octobre 2016 sur Canal+ Séries (en VOSTFr)
  - 14 août 2017 sur Canal+ Séries (en VF)

- États-Unis : 14,41 millions de téléspectateurs[19] (première diffusion)
- Canada : 2,49 millions de téléspectateurs[20] (première diffusion + différé 7 jours)

### Épisode 5:Jacuzzi a dit
- États-Unis /  Canada : 17 octobre 2016 sur CBS / CTV
- France : 24 octobre 2016 sur Canal+ Séries (en VOSTFr)
  - 21 août 2017 sur Canal+ Séries (en VF)

- États-Unis : 14,2 millions de téléspectateurs[21] (première diffusion)
- Canada : 2,71 millions de téléspectateurs[22] (première diffusion + différé 7 jours)

### Épisode 6:Coup de pied fœtal et fièvre acheteuse!
- États-Unis /  Canada : 27 octobre 2016 sur CBS[5] / CTV
- France : 31 octobre 2016 sur Canal+ Séries (en VOSTFr)
  - 21 août 2017 sur Canal+ Séries (en VF)

- États-Unis : 14,31 millions de téléspectateurs[23] (première diffusion)
- Canada : 3,98 millions de téléspectateurs[24] (première diffusion + différé 7 jours)

- Kevin Sussman (Stuart)
- Brian Posehn (Bert)
- Michelle Arthur (en) (Mrs. Petrescu)
- Joshua Banday (Nolan)
- Bryan Safi (Daniel)
- Tucker Albrizzi (Christopher)
- Jareb Dauplaise (en) (Jeff)

- À partir de cet épisode, la série réintègre sa case horaire habituelle de diffusion du jeudi soir[5].

### Épisode 7:Une vérité approximative
- États-Unis /  Canada : 3 novembre 2016 sur CBS / CTV
- France : 7 novembre 2016 sur Canal+ Séries (en VOSTFr)
  - 21 août 2017 sur Canal+ Séries (en VF)

- États-Unis : 14,18 millions de téléspectateurs[25] (première diffusion)
- Canada : 3,77 millions de téléspectateurs[26] (première diffusion + différé 7 jours)

- Cinquième apparition de l'émission de Sheldon Fun with Flags consacrée à la vexillologie (première apparition : saison 5, épisode 14 ; deuxième apparition : saison 6, épisode 17 ; troisième apparition : saison 8, épisode 10 ; quatrième apparition : saison 9, épisode 2).

### Épisode 8:Super cerveau dans un incubateur!
- États-Unis /  Canada : 10 novembre 2016 sur CBS / CTV
- France : 14 novembre 2016 sur Canal+ Séries (en VOSTFr)
  - 21 août 2017 sur Canal+ Séries (en VF)

- États-Unis : 14,47 millions de téléspectateurs[27] (première diffusion)
- Canada : 3,87 millions de téléspectateurs[28] (première diffusion + différé 7 jours)

- Maria Canals Barrera (Isabella)

### Épisode 9:Le Jouet téléguidé
- États-Unis /  Canada : 17 novembre 2016 sur CBS / CTV
- France : 21 novembre 2016 sur Canal+ Séries (en VOSTFr)
  - 23 août 2017 sur Canal+ (en VF)

- États-Unis : 14,34 millions de téléspectateurs[29] (première diffusion)
- Canada : 3,6 millions de téléspectateurs[30] (première diffusion + différé 7 jours)

- John Ross Bowie (Kripke)
- Brian Posehn (Bert)
- Stephen Hawking (lui-même)
- Kunal Dudheker (Tour Guide)
- Ellen DeGeneres (elle-même)

### Épisode 10:Un nouveau colocataire
- États-Unis /  Canada : 1er décembre 2016 sur CBS / CTV
- France : 5 décembre 2016 sur Canal+ Séries (en VOSTFr)
  - 23 août 2017 sur Canal+ (en VF)

- États-Unis : 14,54 millions de téléspectateurs[31] (première diffusion)
- Canada : 3,97 millions de téléspectateurs[32] (première diffusion + différé 7 jours)

- Kevin Sussman (Stuart)
- Christopher Lloyd (Theodore)

### Épisode 11:Halley et Venues
- États-Unis /  Canada : 15 décembre 2016 sur CBS / CTV
- France : 19 décembre 2016 sur Canal+ Séries (en VOSTFr)
  - 24 août 2017 sur Canal+ (en VF)

- États-Unis : 15,96 millions de téléspectateurs[33] (première diffusion)
- Canada : 3,67 millions de téléspectateurs[34] (première diffusion + différé 7 jours)

- Vernee Watson (Althea)
- Pamela Adlon (Halley)

### Épisode 12:Flashbacks
- États-Unis /  Canada : 5 janvier 2017 sur CBS / CTV
- France : 9 janvier 2017 sur Canal+ Séries (en VOSTFr)
  - 24 août 2017 sur Canal+ (en VF)

- États-Unis : 16,8 millions de téléspectateurs[35] (première diffusion)
- Canada : 3,98 millions de téléspectateurs[36] (première diffusion + différé 7 jours)

- Kevin Sussman (Stuart)
- Laurie Metcalf (Mary)
- Pamela Adlon (Halley, O.S)

### Épisode 13:Réajustements amoureux
- États-Unis /  Canada : 19 janvier 2017 sur CBS / CTV
- France : 23 janvier 2017 sur Canal+ Séries (en VOSTFr)
  - 25 août 2017 sur Canal+ (en VF)

- États-Unis : 15,15 millions de téléspectateurs[37] (première diffusion)
- Canada : 3,76 millions de téléspectateurs[38] (première diffusion + différé 7 jours)

### Épisode 14:Le Décodeur d'émotions!
- États-Unis /  Canada : 2 février 2017 sur CBS / CTV
- France : 6 février 2017 sur Canal+ Séries (en VOSTFr)
  - 25 août 2017 sur Canal+ (en VF)

- États-Unis : 14,66 millions de téléspectateurs[39] (première diffusion)
- Canada : 3,84 millions de téléspectateurs[40] (première diffusion + différé 7 jours)

- Laura Spencer (Emily Sweeney)
- Kate Micucci (Lucy)
- Alessandra Torresani (Claire)
- Katie Leclerc (Emily)

### Épisode 15:La Réverbération de la locomotive
- États-Unis /  Canada : 9 février 2017 sur CBS / CTV
- France : 13 février 2017 sur Canal+ Séries (en VOSTFr)
  - 28 août 2017 sur Canal+ (en VF)

- États-Unis : 14,15 millions de téléspectateurs[41] (première diffusion)
- Canada : 3,9 millions de téléspectateurs[42] (première diffusion + différé 7 jours)

### Épisode 16:Les Zones d'intimité
- États-Unis /  Canada : 16 février 2017 sur CBS / CTV
- France : 20 février 2017 sur Canal+ Séries (en VOSTFr)
  - 28 août 2017 sur Canal+ (en VF)

- États-Unis : 13,51 millions de téléspectateurs[43] (première diffusion)
- Canada : 3,65 millions de téléspectateurs[44] (première diffusion + différé 7 jours)

### Épisode 17:LeComic-Conde situation
- États-Unis /  Canada : 23 février 2017 sur CBS / CTV
- France : 27 février 2017 sur Canal+ Séries (en VOSTFr)
  - 29 août 2017 sur Canal+ (en VF)

- États-Unis : 13,38 millions de téléspectateurs[45] (première diffusion)
- Canada : 3,98 millions de téléspectateurs[46] (première diffusion + différé 7 jours)

Pamela Adlon (Halley, O.S)

### Épisode 18:Un toit pour Rajesh
- États-Unis /  Canada : 9 mars 2017 sur CBS / CTV
- France : 13 mars 2017 sur Canal+ Séries (en VOSTFr)
  - 29 août 2017 sur Canal+ (en VF)

- États-Unis : 13,08 millions de téléspectateurs[47] (première diffusion)
- Canada : 3,51 millions de téléspectateurs[48] (première diffusion + différé 7 jours)

- Kevin Sussman (Stuart)
- Christine Baranski (Beverly Hofstader)

### Épisode 19:Une collaboration houleuse
- États-Unis /  Canada : 30 mars 2017 sur CBS / CTV
- France : 3 avril 2017 sur Canal+ Séries (en VOSTFr)
  - 30 août 2017 sur Canal+ (en VF)

- États-Unis : 12,78 millions de téléspectateurs[49] (première diffusion)
- Canada : 3,35 millions de téléspectateurs[50] (première diffusion + différé 7 jours)

- Pamela Adlon (Halley, voix)

### Épisode 20:Souviens-toi la journée dernière
- États-Unis /  Canada : 6 avril 2017 sur CBS / CTV
- France : 10 avril 2017 sur Canal+ Séries (en VOSTFr)
  - 30 août 2017 sur Canal+ (en VF)

- États-Unis : 12,59 millions de téléspectateurs[51] (première diffusion)
- Canada : 3,366 millions de téléspectateurs[52] (première diffusion + différé 7 jours)

Joel Murray (Doug)

### Épisode 21:Une séparation difficile
- États-Unis /  Canada : 13 avril 2017 sur CBS / CTV
- France : 17 avril 2017 sur Canal+ Séries (en VOSTFr)
  - 31 août 2017 sur Canal+ (en VF)

- États-Unis : 11,55 millions de téléspectateurs[53] (première diffusion)
- Canada : 2,732 millions de téléspectateurs[54] (première diffusion + différé 7 jours)

- Kevin Sussman (Stuart)
- Brian Posehn (Bert)
- April Bowlby (Rebecca)

### Épisode 22:Gymnastique cérébrale
- États-Unis /  Canada : 27 avril 2017 sur CBS / CTV
- France : 1er mai 2017 sur Canal+ Séries (en VOSTFr)
  - 31 août 2017 sur Canal+ (en VF)

- États-Unis : 12,52 millions de téléspectateurs[55] (première diffusion)
- Canada : 3,342 millions de téléspectateurs[56] (première diffusion + différé 7 jours)

- Brian Thomas Smith (Zack)

### Épisode 23:Instabilité gyroscopique
- États-Unis /  Canada : 4 mai 2017 sur CBS / CTV
- France : 8 mai 2017 sur Canal+ Séries (en VOSTFr)
  - 1er septembre 2017 sur Canal+ (en VF)

- États-Unis : 12,39 millions de téléspectateurs[57] (première diffusion)
- Canada : 3,13 millions de téléspectateurs[58] (première diffusion + différé 7 jours)

### Épisode 24:La Discorde de la longue distance
- États-Unis /  Canada : 11 mai 2017 sur CBS[59] / CTV
- France : 15 mai 2017 sur Canal+ Séries (en VOSTFr)
  - 1er septembre 2017 sur Canal+ (en VF)

Chuck Lorre, Steve Holland, Tara Hernandez
- États-Unis : 12,99 millions de téléspectateurs[60] (première diffusion)
- Canada : 3,7 millions de téléspectateurs[61] (première diffusion + différé 7 jours)

Riki Lindhome (Dr Ramona Nowitzki)